# Гаррі Гафт (фільм)
«Гаррі Гафт» (англ. The Survivor) — художній фільм режисера Баррі Левінсона в жанрі біографічної драми за сценарієм Жюстін Джуел Гілмер. Головні ролі у фільмі виконують Бен Фостер, Біллі Магнуссен, Денні Девіто, Вікі Кріпс, Пітер Сарсгаард, Саро Емірз, Дар Зузовскі й Джон Легвізамо.

## Сюжет
Фільм розповідає історію Гаррі Гафта, польського єврея, який вижив у концтаборі Освенцім (Авшвіц), беручи участь у боксерських поєдинках смерті, організованих нацистськими охоронцями.
У вступній сцені фільму Гаррі Гафт зображений старим, що гуляє спекотним літнім днем по пустельному океанському пляжі. Його мучать спогади про кохану, яку під час Голокосту відправили до концентраційного табору, і якій він не зміг допомогти.
Дія фільму починається 1949 року в Нью-Йорку, США.
Герцко Гафт, змінивши ім'я на американізоване Гаррі, але так і не навчившись читати англійською, живе в Нью-Йорку зі своїм братом Пересом, теж колишнім в'язнем концтабору. Він цілком вдало виступає на рингу (тринадцять перемог при одній поразці), але справи псуються після того, як просто під час поєдинків Гаррі починає відчувати болючі спогади з минулого, що викликають панічні атаки. Він програє шість боїв поспіль.
Після чергового програного бою Гаррі розповідає Пересу про свої видіння: «Спливає все пережите. Я бачу всіх померлих, минуле спокою не дає». Перес радить братові просто забути й веде його в бар, щоб напитися.
У барі до них підходить Еморі Андерсон, спортивний журналіст і просить Гаррі про інтерв'ю. Він одразу дає зрозуміти, що його цікавить тема Освенцима і питання, якою ціною Гаррі вдалося там вижити. Перес грубо відмовляє Андерсон і переконує Гаррі в тому, що він ніколи ні з ким не повинен про це розмовляти, але Гаррі все ж таки бере візитку, залишену журналісткою.
Наступного дня Гаррі приходить до єврейської організації, яка займається розшуком контактів людей, які вціліли в Голокості, і влаштовує там скандал, бо досі немає жодних відомостей про Лію Кречинську — його наречену, з якою його насильно розлучили 1941 року. Його гнів заспокоює співробітниця цієї організації Міріам Вофсонікер. Гаррі погоджується ще зачекати, запевняючи її в тому, що Лія жива — він це відчуває.
Гаррі спадає на думку, що якщо він виграє бій проти висхідної зірки боксу Рокі Марчіано, то Лія зможе прочитати про це в газетах і знайде його сама. Проте агент Гафта заявляє йому про неможливість такого поєдинку, оскільки Гаррі не має жодного інтересу для публіки після тривалої серії поразок. Тоді Гаррі погоджується дати Еморі Андерсон інтерв'ю про Освенцім, сподіваючись, що преса зробить його знаменитим, і Лія вийде з ним на зв'язок. Андерсон також обіцяє через свої контакти допомогти з її пошуком.
Гафт відверто розповідає Андерсон про те, як в Освенцимі оберштурмфюрер СС Дітріх Шнайдер, який захоплювався боксом, відзначивши його надзвичайно сильний удар правою, врятував його від страти та взяв під свою опіку, розраховуючи надалі навчити його боксувати й виставити на аматорський ринг. Шнайдер особисто тренував Гафта, дбав про те, щоб той отримував додаткове харчування та медичну допомогу. У неділю Гафт змушений був брати участь у боксерських поєдинках проти інших ув'язнених-добровольців, іноді у кількох поспіль. Тих, хто програв, стратили.
Стаття "Яка ціна виживання? Боксерські поєдинки для нації" викликає хвилю обурення в єврейській громаді. Гафт стає ізгоєм. При цьому він сам цю статтю не читав, бо не читає англійською. Перес вичитує брата за інтерв'ю, але Гаррі нагадує йому, як скориставшись своїм привілейованим становищем, він урятував життя Пересу у таборі. Перес каже, що ніколи не забуде, що Гаррі зобов'язаний життям, але не пишається тим, як вони змогли вижити, і хотів би «вирізати кожен спогад про це з голови».
Преса тепер зображує Гаррі посібником нацистів і зрадником свого народу, проте через галас Рокі Марчіано погоджується на бій зі «Звіром з Освенцима». Гаррі приходить на відкрите тренування Марчіано, де знайомиться з євреєм Чарлі Голдманом, одним із тренерів свого суперника. Голдман погоджується неофіційно допомагати тренуватися Гафту, вважаючи, що проти Рокі Гаррі не має жодного шансу і піклуючись про те, щоб Гаррі зміг «програти з краплею гідності». Під час підготовки до матчу Голдман одного разу ставить Гаррі запитання: чи він вірує? Гаррі відповідає, що після табору він не може вірити в Бога.
Гаррі зближується з Міріам. Та намагається натякнути їй що Лія, найімовірніше, мертва, але Гаррі відмовляється у це вірити. Через деякий час Міріам знаходить дані про те, що Лія була ув'язнена концтабором Равенсбрюк і змогла вижити, і повідомляє про це Гафту.
Гаррі програє бій Рокі Марчіано нокаутом у третьому раунді. Міріам присутня на поєдинку як глядач. Гаррі заявляє Пересу, що відтепер покінчив із боксом, бо на рингу раптово відчув, що Лії більше немає. Більше боротися нема чого, єдиною причиною була Лія. У роздягальні після бою він знову переживає те, про що не розповів Андерсон — як наприкінці війни вбив Шнайдера, перевдягся у його форму і втік з табору.
Перес одружується з єврейкою, теж колишньою ув'язненою концтабору, Гаррі — шафер на його весіллі. Там Гаррі вперше танцює з Міріам (у сцені без музичного супроводу). Міріам відводить Гаррі в синагогу, де Гаррі намагається примиритися з Богом.
Гаррі й Міріам одружуються. Під час першої шлюбної ночі у нього трапляється панічна атака, пов'язана зі спогадами про ув'язнення.
Подальші дії відбуваються через багато років у Брукліні, Нью-Йорк. Одружившись, народивши трьох дітей і залишивши кар'єру боксера, Гафт володіє невеликим продуктовим магазином. Його відвідує Андерсон і повідомляє про те, що виконала свою обіцянку: знайшла Лію, вона живе у США, Джорджії. Гаррі під приводом літнього відпочинку везе всю сім'ю до Джорджії, проте Міріам здогадується про справжню причину поїздки. Вона відпускає Гаррі зустрітися з Лією. Гаррі бере з собою сина Алана.
Лія одружена, має дочку, і смертельно хвора. Лія розповідає Гаррі, що побачила статтю про його бій з Марчіано наступного ранку після свого весілля і була щаслива дізнатися, що він теж вижив. Гаррі освідчується в коханні Лії й назавжди прощається з нею. На дорозі назад Гаррі розповідає Алану про те, що був ув'язненим в Освенцимі, і сповідається в тому, як йому вдалося там вижити.
В кінці фільму Гаррі Гафт примиряється зі своїм минулим і знаходить щастя в любові до Міріям та дітей.

## В ролях
- Бен Фостер — Гаррі Гафт[en]
- Вікі Кріпс — Міріам Вофсонікер
- Біллі Магнуссен — Дітріх Шнайдер
- Пітер Сарсгаард — Еморі Андерсон
- Джон Легвізамо — Пепе
- Денні Девіто — Чарлі Голдман
- Саро Емірз — Перес Гафт
- Кінгстон Вернс — Алан Гафт
- Софі Кнепп — Елена Гафт

## Виробництво
У листопаді 2018 року було оголошено про те, що Бен Фостер увійшов в акторський склад фільму, який є режисером Баррі Левінсон за сценарієм Жюстін Джуел Гілмер і який продюсують Матті Лешем, Аарон Гілберт, Джейсон Соснофф, Левінсон і Скотт Пардо через свої компанії New Mandate, Bron Studios і Creative Wealth Media, відповідно. У березні 2019 року Біллі Магнуссен, Денні Девіто, Вікі Кріпс, Пітер Сарсгаард, Саро Емірз, Дар Зузовскі й Джон Легвізамо приєдналися до акторського складу фільму.

### Зйомки
Знімальний період фільму почався в лютому 2019 року.